# Grănicești (gmina)
Grănicești – gmina w Rumunii, w okręgu Suczawa. Obejmuje miejscowości Dumbrava, Grănicești, Gura Solcii, Iacobești, Românești i Slobozia Sucevei. W 2011 roku liczyła 4440 mieszkańców.